# C'era una volta un commissario...
C'era una volta un commissario... (Il était une fois un flic) è un film del 1971 diretto da Georges Lautner. La pellicola è tratta dal romanzo di Richard Caron TTX 75 en famille.

## Trama
Il commissario Campana vuole incastrare da tempo un grosso trafficante di droga che agisce a Nizza e dintorni. L'occasione attesa è l'assassinio di Lopez a Mentone. Lopez era un uomo di fiducia del boss e aveva anche un fratello che nessuno in Francia ha mai visto. Campana si spaccia per il fratello di Lopez e gli viene affiancata Christine con il suo bambino per la copertura. La donna è vedova di un poliziotto e accetta subito l'incarico. Ben presto anche Marianne Halifax, la bella fidanzata di Lopez, viene assassinata nel suo appartamento da due killer mentre è intenta a farsi una lampada solare completamente nuda. Campana e Christine hanno due caratteri spigolosi e spesso ci sono dei contrasti tra loro, ma la missione prosegue. Sulle tracce dei narcotrafficanti sono anche i servizi segreti americani che vorrebbero stroncare i loro traffici e, a complicare le cose, ci sono i due ispettori nizzardi non molto brillanti.

## Produzione
Il soggetto fu scritto da un giovane Francis Veber non ancora celebre (lo diventerà più tardi con La cena dei cretini) con il titolo La couverture. Poiché non riusciva a venderlo a nessuno, Veber lo cedette a Richard Caron che lo rielaborò in forma di romanzo. Fu questo romanzo a destare l'interesse di Georges Lautner che, oltre a intuirne il potenziale, ne fu incuriosito perché era interamente ambientato a Nizza, sua città natale. Il regista assieme a Veber scrisse così la sceneggiatura, accentuandone i toni da commedia, e il successo del film diede modo a Veber di diventare uno degli sceneggiatori "di fiducia" della Gaumont.
Il film fu interamente girato nell'ottobre 1971 nel Sud-Est della Francia, per le scene in interni presso gli studi della Victorine di Nizza, per gli esterni a Mentone, a Villefranche-sur-Mer e a Cannes, oltre che nella stessa Nizza.
Non accreditato nei titoli, al film partecipa amichevolmente in un cameo Alain Delon, all'epoca legato sentimentalmente all'attrice Mireille Darc, che fa parte del cast del film.